# Уахкара Хети
Уахкара Хети (I) (Ахтой) — фараон Древнего Египта, правивший приблизительно в 2192—2185 годах до н. э., из IX (Гераклеопольской) династии.

## Биография
Из выдержек из труда Манефона (сам труд Манефона не сохранился) известно, что первым фараоном IX династии был Ахтой (по Африкану и Евсевию) или Охтлиос (Армянская версия). Манефон сообщает:

«Первым был Ахтой — самый худший из всех своих предшественников. Он причинил много зла всем жителям Египта, был охвачен безумием и убит крокодилом».
Греческое имя Ахтоэс или Охтлиос близко по звучанию египетскому Хети, упоминаемому на памятниках. Сама Гераклеопольская династия, по имени основателя династии, носила название «Дом Хети». Видимо этот Хети I был номархом XX верхнеегипетского нома с центром в Гераклеополе. Воспользовавшись слабостью фараонов VIII династии, под властью которых был фактически только Мемфис, он провозгласил себя фараоном, основав, таким образом, IX (Гераклеопольскую) династию.
Хети I удалось, видимо, подчинить весь Египет. Это объединение было далеко не мирным и Хети I пришлось силой оружия, возможно, залив кровью всю страну, сплотить весь Египет под своей властью, восстановив таким образом Египетское государство. Именно поэтому, с образом этого гераклеопольского царя в памяти египетского народа ассоциировалось воспоминание о жестоком тиране.
Благодаря источникам того периода известны четыре гераклеопольских царя носивших личное имя Хети — Уахкара, Мериибра, Небкаура и Мерикара. Порядок их правлений можно установить с большей долей вероятности, опираясь на следующие факты. Один из царей, чьё имя не сохранилось, написал своему сыну Мерикара послание, полное советов и поучений. В нём он упомянул покойного царя Мер…ра, должно быть, Мериибра. Мериибра тождественен Меуресу у Эратосфена, который называет его  вторым правителем этой династии. Следовательно, мы можем поместить автора поучения на место третьего владыки в этой династии, поскольку вторым будет Мериибра, а четвёртым — Мерикара. Если выбирать из двух оставшихся царей, то Уахкара, вероятно, является основателем династии, поскольку его имя имеет сходство с именем, принятым его южным вассалом Иниотефом. Последний назвал себя Уаханхом, видимо подражая своему гераклеопольскому господину. Имя Небкаура можно приписать автору «Поучения» — классического литературного произведения — на том же недостаточном основании, что другое знаменитое классическое произведение «Красноречивый поселянин» также относится ко времени этого царя.
Эратосфен описывает его как «деспота» и называет Хутер, что является либо ошибочно переданным именем Хети, либо прочтением имени Уахкара как Каухра. Ка позднее читалось как ха, а уах, похоже, было тождественно слову уахт, которое впоследствии превратилось в ухт или что-то подобное, и таким образом сложилось имя Х-ухт-ра или Хутер. Этот же автор утверждает, что царь правил 7 лет.
Имя Уахкара сохранилось случайно благодаря тому, что заупокойные надписи из его гробницы позднее скопировал для саркофага другого человека рабочий, который, вероятно, не умел читать, ибо он по ошибке оставил на месте имя царя. Этот саркофаг управляющего Нефри из XII династии был найден в Дейр эль-Берше.
Однако чаще, видимо, он использовал в качестве своего основного имени своё личное имя Хети, как, например, на сосуде, вероятно принадлежавшем ему. В надписи на этом сосуде он назван слугой бога Гераклеополя Херишефа, и это наводит на мысль о присутствии иноземного влияния при дворе, ибо не известен другой случай, чтобы египетский фараон именовал себя «слугой» в таком смысле, в то время как в азиатских странах это было довольно распространено.

### Имена Уахкара Хети
Его тронным именем было Уахкара, «Дух бога солнца изобилен», а личным именем — Хети.
| nswt&bity |

| nswt&bity |

| N5 | V29 | D28 |

| N5 | V29 | D28 |

| N5 | V29 | D28 |

| N5 | V29 | D28 |

| N5 | V29 | D28 |

| N5 | V29 | D28 |

| N5 | V29 | D28 |

| N5 | V29 | D28 |

| G39 | N5 |

| G39 | N5 |

| F32 · X1 | M17 | M17 |

| F32 · X1 | M17 | M17 |

| F32 · X1 | M17 | M17 |

| F32 · X1 | M17 | M17 |

| F32 · X1 | M17 | M17 |

| F32 · X1 | M17 | M17 |

| F32 · X1 | M17 | M17 |

| F32 · X1 | M17 | M17 |

### Ухоревс
Диодор Сицилийский, следуя Гекатею Абдерскому, сообщает о каком-то фараоне по имени Ухоревс (др.-греч. Οὐχορεύς, на русском встречалось также «Ухорей»), который якобы основал Мемфис и построил там большую плотину для защиты от наводнений. С этим Ухоревсом часто отождествляется Ὀχυράς, упомянутый у Георгия Синкелла. Это имя обычно возводят к ὀχρεύς «постоянный» и считают переводом древнеегипетского «Менес» с тем же значением.
Но возможно, Ухоревс — это солнечное имя Хети I, Уахкара. Приписывание основания Мемфиса Ухоревсу, а не Менесу в таком случае связывается с возвращением столицы в Мемфис при Хети I, и может объясняться тем, что египетские информаторы Гекатея старались возвысить мемфисских правителей и принизить роль фиванских.
| IX династия       |                                                       |                         |
| Предшественник: — | фараон Египта ок. 2192 — 2185 до н. э. (правил 7 лет) | Преемник: Мериибра Хети |